# 彩の国中核都市
彩の国中核都市（さいのくにちゅうかくとし）は、埼玉県が制定した「彩の国分権モデル市町村」4種類のうちの1つ。指定された都市は、3箇年で中核市に準ずる事務の移譲を県から受けるが、中核市や特例市といった国の制度とは異なる、県独自の制度である。指定された都市のうち上尾市を除いてすべてが中核市や特例市に移行したため、現在制度は廃止されている。
1999年（平成11年）3月の埼玉県分権推進計画によって創設された。2004年（平成16年）12月には新たに埼玉県権限移譲方針が策定され、移譲事務の新設・規制緩和や、指定要件（人口）の引き下げなどが行われた。なお、人口要件に満たない市町村はまちづくり分権自治体として一部の事務を移譲することができた。

## 指定要件
- 人口 15万人程度以上

※面積などの要件は特にない。埼玉県権限移譲方針の策定以前は人口20万人以上が要件であった。

## 移譲事務
以下の事務が彩の国中核都市指定自治体に移譲される。
すべての彩の国中核都市共通（各事務に条件がある）
- ばい煙の規制等に関する事務
- 一般粉じんの規制等に関する事務
- 特定粉じんの規制等に関する事務
- 揮発性有機化合物の規制等に関する事務
- アイドリング・ストップの勧告等
- 騒音規制に関する事務
- 水質汚濁防止に関する事務
- 悪臭防止に関する事務
- 特定工場における公害防止組織の整備に関する事務
- 振動規制に関する事務
- 土壌汚染対策法に基づく事務
- 浄化槽の規制等
- 浄化槽管理者の指導等
- 有害鳥獣の捕獲等許可
- 販売禁止鳥獣等の販売の許可
- ダイオキシン類対策に関する事務
- 墓地、納骨堂、火葬場の経営許可等
- 専用水道事業に係る認可等
- 簡易専用水道に係る指導監督等
- 埼玉県自家用水道条例の施行に関する事務
- 消費生活用製品安全法に係る報告の徴収、立入検査等
- 家庭用品品質表示法に係る報告の徴収、立入検査等
- 特定商品を計量販売する者の監督
- 品質表示の適正化に関する事務
- 電気用品販売店の立入検査
- 民生委員の指揮監督
- 無届無認可児童福祉施設に対する報告の徴収、立入検査等
- 無認可児童福祉施設に対する届出等
- 未熟児の訪問指導
- 開発行為の許可
- 屋外広告物の許可及び違反是正指導事務
- 優良宅地の認定
- 優良住宅の認定
- マンション建替に係る組合設立及び事業施行の認可等
- 終身建物賃貸借事業の認可等
- 公有地の拡大の推進に関する法律に係る申出・届出

商工会議所設置が設置されていない市のみ
- 商工会の設立認可等

都市計画区域のみ
- 土地区画整理事業に係る認可事務等
- 土地区画整理事業施行区域内における建築等の許可

政令指定都市・中核市・特例市に指定されている自治体のみ
- 農地転用の許可等
- 市街地再開発事業における個人、組合及び再開発会社施行の認可等

中核市・特例市に指定されている自治体のみ
- 工場立地法に基づく届出の受理・勧告等

（埼玉県公式ページ内「彩の国中核都市への移譲事務一覧」より）

## 指定されていた都市
- 所沢市 - 1999年（平成11年）10月指定、現特例市
- 越谷市 - 1999年（平成11年）10月6日指定、現中核市
- 春日部市 - 2000年（平成12年）10月指定、現特例市
- 上尾市 - 2000年（平成12年）10月指定
- 草加市 - 2000年（平成12年）10月10日指定、現特例市
- 川口市 - 2001年（平成13年）指定、現中核市

日付の詳細が確認できていない市があります。ご存じの方は記入をお願い致します。